# Paul Ferdinand Schilder
Paul Ferdinand Schilder (15. února 1886 – 8. prosince 1940) byl rakouský psychiatr, psychoanalytik, neurolog a vědec židovského původu. Byl autorem mnoha vědeckých publikací. Značnou měrou přispěl k zařazení psychoanalýzy do psychiatrické profese a je považován za jednoho ze zakladatelů skupinové terapie. Podílel se na studiu některých nemocí, které dnes nesou jeho jméno. Jednou z nich je hraniční forma roztroušené sklerózy, známá jako Schilderova difuzní skleróza.

## Vybraná díla
- Selbstbewusstsein und Persönlichkeitsbewusstsein. Monographien aus dem Gesamtgebiete der Neurologie und Psychiatrie: 9; Berlin, Springer, 1914.
- Wahn und Erkenntnis. Monographien Neur. 15; Berlin, Springer, 1917.
- Über das Wesen der Hypnose. Berlin 1922.
- Seele und Leben. Monographien Neur. 35; Berlin, 1923.
- Das Körperschema. Springer, Berlin 1923.
- Medizinische Psychologie. Berlin 1924.
- Lehrbuch der Hypnose. (s Otto Kaudersem. Berlin 1926.
- Zur Lehre von den Sprachantrieben. (s Eugenem Pollakem. Zeitschrift für die gesamte Neurologie und Psychiatrie, Berlin, 1926, 104: 480-502
- Die Lagereflexe des Menschen. s Hansem Hoffem. Springer, Wien 1927.
- Gedanken zur Naturphilosophie. Springer, Wiedeń 1928.
- Studien zur Psychologie und Symptomatologie der progressiven Paralyse. Berlin, 1930.
- Brain and personality. Washington 1931.
- The Image and the Appearance of the Human Body; Studies in Constructive Energies of the Psyche. Londyn 1935.